# Гимн свободной России
Гимн свободной России — вариант гимна России, предложенный после Февральской революции композитором Александром Гречаниновым на слова Константина Бальмонта. Этот вариант, как и многие другие, не был принят Временным правительством и многочисленными Особыми совещаниями деятелей искусства.

## Создание
Гречанинов писал в книге «Моя жизнь», изданной в Нью-Йорке в 1954 году:
Весть о февральской революции была встречена в Москве с большим энтузиазмом. … Я бросаюсь домой, и через полчаса музыка для гимна уже была готова, но слова? Первые две строки: «Да здравствует Россия, Свободная страна»… я взял из Сологуба, дальнейшее мне не нравилось. Как быть? Звоню Бальмонту. Он ко мне моментально приходит, и через несколько минут готов текст гимна. Еду на Кузнецкий мост в издательство А. Гутхейль. Не теряя времени, он тотчас же отправляется в нотопечатню, и к середине следующего дня окно магазина А. Гутхейль уже украшено было новым «Гимном Свободной России». Весь доход от продажи идёт в пользу освобождённых политических. Короткое время все театры были закрыты, а когда они открылись, на первом же спектакле по возобновлении в Большом театре гимн под управлением Э. Купера был исполнен хором и оркестром наряду с «Марсельезой».

## Популярность за рубежом
Гречанинов писал в книге «Моя жизнь», изданной в Нью-Йорке в 1954 году:

В Америке мои друзья Курт Шиндлер с женой перевели текст на английский язык, издательство Ширмера его напечатало, и в Америке он быстро получил такую же, если не большую, как в России, популярность. Держалась она долго и после того, как в России никакой уже свободы не было…

### Радио «Свобода»
Вскоре после выхода Радио Освобождение в эфир ему понадобилась музыкальная заставка, по которой слушатели могли опознавать русские передачи и настроиться на нужную частоту, так как музыкальный сигнал лучше пробивался через глушение. Решено было выбрать «Гимн свободной России» Александра Гречанинова.
Как вспоминал ветеран радио Джин Сосин в книге «Искры Свободы»:

Гимн начинался словами: «Да здравствует Россия, свободная страна!», и для большей выразительности музыка исполнялась на челесте, хотя впоследствии и темп и инструментовка менялись вплоть до оркестрового исполнения. И тридцать восемь лет подряд миллионы слушателей в Советском Союзе, ловя Русскую службу, днём и ночью слышали эту мелодию, и даже не зная её происхождения, связывали её со «свободным голосом» из внешнего мира. Холодная война давно уже позади, а мелодия звучит, как и прежде.

## Слова
Да здравствует Россия, свободная страна!

Свободная стихия великой суждена!

Могучая держава, безбрежный океан!

Борцам за волю слава, развеявшим туман!

Да здравствует Россия, свободная страна!

Свободная стихия великой суждена!

Леса, поля и нивы, и степи, и моря.

Мы вольны и счастливы, нам всем горит заря!

Да здравствует Россия, свободная страна!

Свободная стихия великой суждена!
Существует также другая версия последних слов песни, которая была исполнена в 1926 году в США Давидом Медовым:
Да здравствует Россия, свободная страна!

Свободная стихия великой суждена!

Добились теперь мы лучшей доли

Стряхнули мы царский гнёт!

Всем дали довольно земли и воли

Смелей, брат, ступай вперёд!

Да здравствует Россия, свободная страна!

Свободная стихия великой суждена!